# Fernando Cornejo
Pour les articles homonymes, voir Cornejo.
Fernando Andrés Cornejo Jiménez est un footballeur chilien né le 28 janvier 1969 à Quinta de Tilcoco et mort le 24 janvier 2009  à Santiago du Chili.
Il a joué 33 matchs avec l'équipe du Chili entre 1991 et 2000 et a inscrit deux buts avec cette sélection. Il a notamment participé à la coupe du monde 1998.
Il meurt en 2009 d'un cancer de l'estomac.

## Clubs
- 1990-1991 :  O'Higgins
- 1992-1997 :  Cobreloa
- 1998-1999 :  Universidad Católica
- 2000-2004 :  Cobreloa